# 培根頓 (喬治亞州)
培根頓（英語：Baconton）是一個位於美國喬治亞州米切爾縣的城市。

## 地理
培根頓的座標為31°22′34″N 84°09′41″W / 31.37611°N 84.16139°W，而該地的平均海拔高度為53米（即174英尺）。

## 人口
根據2010年美國人口普查的數據，培根頓的面積為3.30平方千米，當中陸地面積為3.30平方千米，而水域面積為0.00平方千米。當地共有人口915人，而人口密度為每平方千米277.27人。